# IBM Cassette BASIC
IBM Cassette BASIC war eine Version des Microsoft-BASIC-Interpreters, den die Firma IBM für den IBM PC bei Microsoft lizenziert hatte. Die Programmiersprache ist direkt im Boot-ROM des IBM PC integriert, in dem auch das BIOS gespeichert ist. Cassette BASIC bot dem Benutzer eine voreingestellte Oberfläche, wenn im Rechner keine Diskette vorhanden war oder wenn der Startvorgang des Rechners keine startfähige Diskette fand. Der Name Cassette BASIC für das Programm kam von der Tatsache, dass für die Speicherung von Quelltext und Daten normalerweise eine Kompaktkassette, englisch Compact Cassette, und keine Diskette verwendet wurde.
Das Programm BASICA (für „Advanced BASIC“) ermöglicht es, das ROM-BASIC auch unter DOS nutzen zu können. BASICA ist in PC DOS enthalten. GW-BASIC und BASICA, das auf das im ROM enthaltene Cassette BASIC zurückgreift, sind nicht nur voll kompatibel, sondern nahezu identisch: beide basieren auf MBASIC.